# Pigface
I Pigface sono un supergruppo musicale industrial rock statunitense fondato a Chicago da Martin Atkins e Bill Rieflin nel 1990.
Nel corso della storia del gruppo, hanno preso parte al progetto musicale una serie di importanti musicisti di diversa estrazione: tra questi, oltre a Martin Atkins e Williams Rieflin, vi sono Trent Reznor, Danny Carey, Nivek Ogre, Paul Barker, Flea, Genesis P-Orridge, David Yow, Frank Black, Joey Santiago, Steve Albini, Michael Gira, Paul Raven, Duane Denison, David Wm. Sims, Jello Biafra e molti altri.

## Discografia
Album in studio
- 1991 - Gub
- 1992 - Fook
- 1994 - Notes From Thee Underground
- 1997 - A New High in Low
- 2003 - Easy Listening...
- 2009 - 6

Album remix
- 1993 - Washingmachine Mouth
- 1995 - Feels Like Heaven
- 1998 - Below the Belt
- 2003 - Headfuck
- 2004 - Dubhead
- 2004 - Clubhead Nonstopmegamix #1
- 2004 - Crackhead: The DJ? Acucrack Remix Album
- 2004 - 8 Bit Head
- 2008 - 17 Ways To Suck

Album live
- 1990 - Lean Juicy Pork
- 1991 - Welcome to Mexico... Asshole
- 1993 - Truth Will Out
- 1998 - Eat Shit You Fucking Redneck

Raccolte
- 2001 - The Best of Pigface: Preaching to the Perverted
- 2005 - Pigface Vs. The World
- 2006 - The Head Remixes